# 1977 en Colombie-Britannique
Chronologie de la Colombie-Britannique
- 1973
- 1974
- 1975
- 1976
- 1977
- 1978
- 1979
- 1980
- 1981

Cette page concerne des événements qui se sont produits durant l'année 1977 dans la province canadienne de Colombie-Britannique.

## Politique
- Premier ministre : Bill Bennett
- Chef de l'Opposition :  Dave Barrett[1] du Nouveau Parti démocratique de la Colombie-Britannique
- Lieutenant-gouverneur : Walter Stewart Owen
- Législature :

## Événements
- Achèvement, à Vancouver :
  - du Crown Life Place, immeuble de bureaux de 19 étages (85 mètres de hauteur) situé 1500 West Georgia Street[2].
  - de la Harbour Centre Tower, immeuble de bureaux de 177 mètres de hauteur[3].

## Naissances
- Brett Gaylor né sur l'Île Galiano, réalisateur documentariste canadien vivant à Victoria.

- 14 avril à Comox : Geoff Kabush, coureur cycliste canadien, membre de l'équipe Scott-3Rox Racing depuis 2012.

- 24 avril à Burnaby : Byron Ritchie , joueur professionnel de hockey sur glace.

- 30 juin à Abbotsford : Alanna Kraus , patineuse de vitesse sur piste courte canadienne.

## Décès
- 20 novembre à Brentwood Bay : Francis Xavier (Frank) Richter Jr., né le 12 juillet 1910[4], personnalité politique canadienne.